# Internationale Cricket-Saison 1938
Die internationale Cricket-Saison 1938 fand zwischen Mai 1938 und September 1938 statt. Als Sommersaison wurden vorwiegend Heimspiele der Mannschaften aus Europa ausgetragen.

## Überblick

### Internationale Touren
| Beginn        | Heimteam | Auswärtsteam | Resultate | Artikel |
| Beginn        | Heimteam | Auswärtsteam | Test      | Artikel |
| ------------- | -------- | ------------ | --------- | ------- |
| 10. Juni 1938 | England  | Australien   | 0–2 [5]   | Artikel |

## Nationale Meisterschaften
Aufgeführt sind die nationalen Meisterschaften der Full Member des ICC.
| Land    | First-Class              |
| ------- | ------------------------ |
| England | County Championship 1938 |